# 장한이
장한이(1987년 ~)는 대한민국의 가수다. 2007년 프리스타일 5집 앨범 [수취인 불명]으로 데뷔했다.

## 방송
- 보이스퀸 (2019) - Top7
- 라스트 싱어 (2020) - 우승
- TROT GIRLS JAPAN (2023)

## 공연
- 당신이 바로 <보이스퀸> 전국투어 콘서트 (2020)